# 875 Норт-Мичиган-авеню
875 Норт-Мичиган-авеню (до 2018 года — Центр Джона Хэнкока, сокр. JHC) — 100-этажный небоскрёб в Чикаго. Главная особенность небоскрёба заключается в его пустотелой конструкции, напоминающей большую четырёхугольную колонну (усечённую пирамиду). На июль 2015 года является 7-м по высоте в США и 37-м в мире. В 1999 году здание получило Четвертьвековую награду Американского института архитектуры.

## Использование этажей
- 1—5 — магазины
- 6—12 — парковки
- 13—43 — офисы
- 44 — скай-лобби, самый высокий в Северной Америке плавательный бассейн
- 45—92 — квартиры
- 93—100 — телевизионная станция, ресторан, обзорный этаж и обсерватория, технические помещения

## Расположение и транспортная доступность
Небоскрёб расположен на Мичиган-авеню. Ближайшая станция метро — «Чикаго»

## В массовой культуре
- Небоскрёб разрушается в документальном сериале «Жизнь после людей» через 250 лет без людей.
- Упоминается также в серии книг Вероники Рот «Дивергент».
- В нём была снята третья часть мистического фильма «Полтергейст».
- Упоминается в серии книг Питтакуса Лора «Лориенская сага»
- Задействован в фильме «100 дней на жизнь» 2019.